# Tir aux Jeux olympiques d'été de 1996
Navigation
Barcelone 1992 Sydney 2000
Quinze épreuves de tir (10 masculines et 5 féminin) se sont déroulées à l'occasion des Jeux olympiques d'été de 1996 à Atlanta.

## Tableau des médailles
| Rang | Nation             | Or | Argent | Bronze | Total |
| ---- | ------------------ | -- | ------ | ------ | ----- |
| 1    | Russie             | 3  | 2      | 1      | 6     |
| 2    | Chine              | 2  | 2      | 1      | 5     |
| 3    | Allemagne          | 2  | 2      | 0      | 4     |
| 4    | Italie             | 2  | 1      | 2      | 5     |
| 5    | Australie          | 2  | 0      | 1      | 3     |
| 6    | Pologne            | 1  | 1      | 1      | 3     |
| 6    | États-Unis         | 1  | 1      | 1      | 3     |
| 8    | France             | 1  | 0      | 1      | 2     |
| 8    | Yougoslavie        | 1  | 0      | 1      | 2     |
| 10   | Bulgarie           | 0  | 2      | 2      | 4     |
| 11   | Kazakhstan         | 0  | 2      | 1      | 3     |
| 12   | Autriche           | 0  | 1      | 1      | 2     |
| 13   | Biélorussie        | 0  | 1      | 0      | 1     |
| 14   | République tchèque | 0  | 0      | 1      | 1     |
| 14   | Slovaquie          | 0  | 0      | 1      | 1     |

## Résultats

### Hommes
| Pos                        | Nom                 | Nom         | Qualifications | Finale | Total  |
| -------------------------- | ------------------- | ----------- | -------------- | ------ | ------ |
| Carabine 50 m 3 positions  |                     |             |                |        |        |
| Médaille d'or              | Jean-Pierre Amat    | France      | 1175           | 98.9   | 1273.9 |
| Médaille d'argent          | Sergey Belyayev     | Kazakhstan  | 1175           | 97.3   | 1272.3 |
| Médaille de bronze         | Wolfram Waibel Jr.  | Autriche    | 1170           | 99.6   | 1269.6 |
| Carabine 50 m tir couché   |                     |             |                |        |        |
| Médaille d'or              | Christian Klees     | Allemagne   | 600            | 104.8  | 704.8  |
| Médaille d'argent          | Sergey Belyayev     | Kazakhstan  | 598            | 105.3  | 703.3  |
| Médaille de bronze         | Jozef Gönci         | Slovaquie   | 599            | 102.9  | 701.9  |
| Carabine 10 m air comprimé |                     |             |                |        |        |
| Médaille d'or              | Artem Khadjibekov   | Russie      | 594            | 101.7  | 695.7  |
| Médaille d'argent          | Wolfram Waibel Jr.  | Autriche    | 596            | 99.2   | 695.2  |
| Médaille de bronze         | Jean-Pierre Amat    | France      | 591            | 102.1  | 693.1  |
| Pistolet 50 m              |                     |             |                |        |        |
| Médaille d'or              | Boris Kokorev       | Russie      | 570            | 96.4   | 666.4  |
| Médaille d'argent          | Ihar Basinski       | Biélorussie | 565            | 97.0   | 662.0  |
| Médaille de bronze         | Roberto Di Donna    | Italie      | 569            | 92.8   | 661.8  |
| Pistolet 25 m              |                     |             |                |        |        |
| Médaille d'or              | Ralf Schumann       | Allemagne   | 596            | 102.0  | 698.0  |
| Médaille d'argent          | Emil Milev          | Bulgarie    | 590            | 102.1  | 692.1  |
| Médaille de bronze         | Vladimir Vokhmianin | Kazakhstan  | 589            | 102.5  | 691.5  |
| Pistolet 10 m              |                     |             |                |        |        |
| Médaille d'or              | Roberto Di Donna    | Italie      | 585            | 99.2   | 684.2  |
| Médaille d'argent          | Wang Yifu           | Chine       | 587            | 97.1   | 684.1  |
| Médaille de bronze         | Tanyu Kiryakov      | Bulgarie    | 584            | 99.8   | 683.8  |
| Trap                       |                     |             |                |        |        |
| Médaille d'or              | Michael Diamond     | Australie   | 124            | 25     | 149    |
| Médaille d'argent          | Joshua Lakatos      | États-Unis  | 123            | 24     | 147    |
| Médaille de bronze         | Lance Bade          | États-Unis  | 123            | 24     | 147    |
| Double trap                |                     |             |                |        |        |
| Médaille d'or              | Russell Mark        | Australie   | 141            | 48     | 189    |
| Médaille d'argent          | Albano Pera         | Italie      | 139            | 44     | 183    |
| Médaille de bronze         | Zhang Bing          | Chine       | 140            | 43     | 183    |
| Skeet                      |                     |             |                |        |        |
| Médaille d'or              | Ennio Falco         | Italie      | 125            | 24     | 149    |
| Médaille d'argent          | Mirosław Rzepkowski | Pologne     | 123            | 25     | 148    |
| Médaille de bronze         | Andrea Benelli      | Italie      | 123            | 24     | 147    |
| Cible mobile 10 m          |                     |             |                |        |        |
| Médaille d'or              | Yang Ling           | Chine       | 585            | 100.8  | 685.8  |
| Médaille d'argent          | Xiao Jun            | Chine       | 577            | 102.8  | 679.8  |
| Médaille de bronze         | Miroslav Januš      | Tchéquie    | 580            | 98.4   | 678.4  |

### Femmes
| Pos                        | Nom                | Nom         | Qualications | Finale | Total |
| -------------------------- | ------------------ | ----------- | ------------ | ------ | ----- |
| Carabine 50 m 3 positions  |                    |             |              |        |       |
| Médaille d'or              | Aleksandra Ivošev  | Yougoslavie | 587          | 99.1   | 686.1 |
| Médaille d'argent          | Irina Gerasimenok  | Russie      | 585          | 95.1   | 680.1 |
| Médaille de bronze         | Renata Mauer       | Pologne     | 589          | 90.8   | 679.8 |
| Carabine 10 m air comprimé |                    |             |              |        |       |
| Médaille d'or              | Renata Mauer       | Pologne     | 395          | 102.6  | 497.6 |
| Médaille d'argent          | Petra Horneber     | Allemagne   | 397          | 100.4  | 497.4 |
| Médaille de bronze         | Aleksandra Ivošev  | Yougoslavie | 395          | 102.2  | 497.2 |
| Pistolet 25 m              |                    |             |              |        |       |
| Médaille d'or              | Li Duihong         | Chine       | 589          | 98.9   | 687.9 |
| Médaille d'argent          | Diana Iorgova      | Bulgarie    | 585          | 99.8   | 684.8 |
| Médaille de bronze         | Marina Logvinenko  | Russie      | 583          | 101.2  | 684.2 |
| Pistolet 10 m              |                    |             |              |        |       |
| Médaille d'or              | Olga Klochneva     | Russie      | 389          | 101.1  | 490.1 |
| Médaille d'argent          | Marina Logvinenko  | Russie      | 390          | 98.5   | 488.5 |
| Médaille de bronze         | Maria Grozdeva     | Bulgarie    | 389          | 99.5   | 488.5 |
| Double trap                |                    |             |              |        |       |
| Médaille d'or              | Kim Rhode          | États-Unis  | 108          | 33     | 141   |
| Médaille d'argent          | Susanne Kiermayer  | Allemagne   | 105          | 34     | 139   |
| Médaille de bronze         | Deserie Huddleston | Australie   | 103          | 36     | 139   |